# Pietro Paolo de Montalbergo

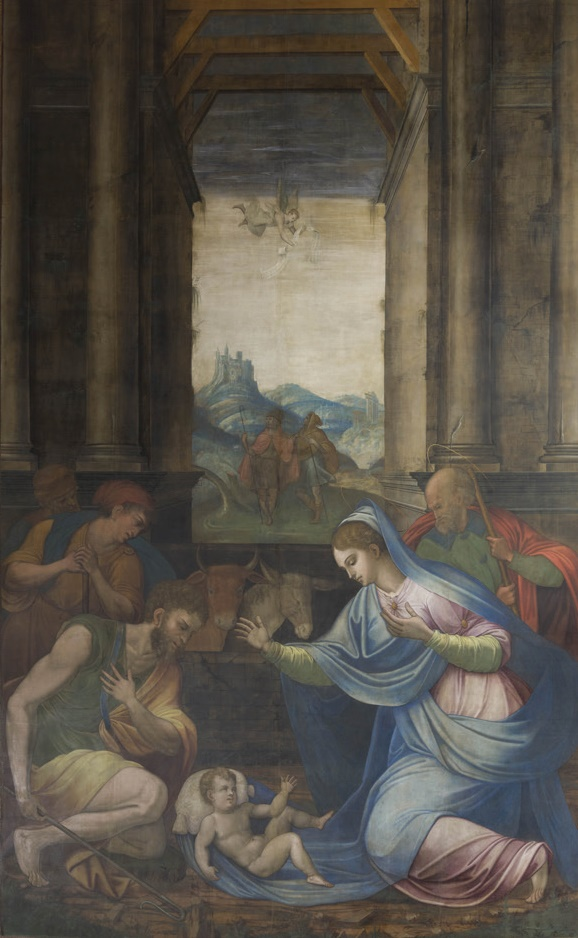
Natividad, 1563-1565. Pintura al temple sobre sarga, 7 x 5 m. Puertas del órgano de la catedral de Santa Tecla de Tarragona

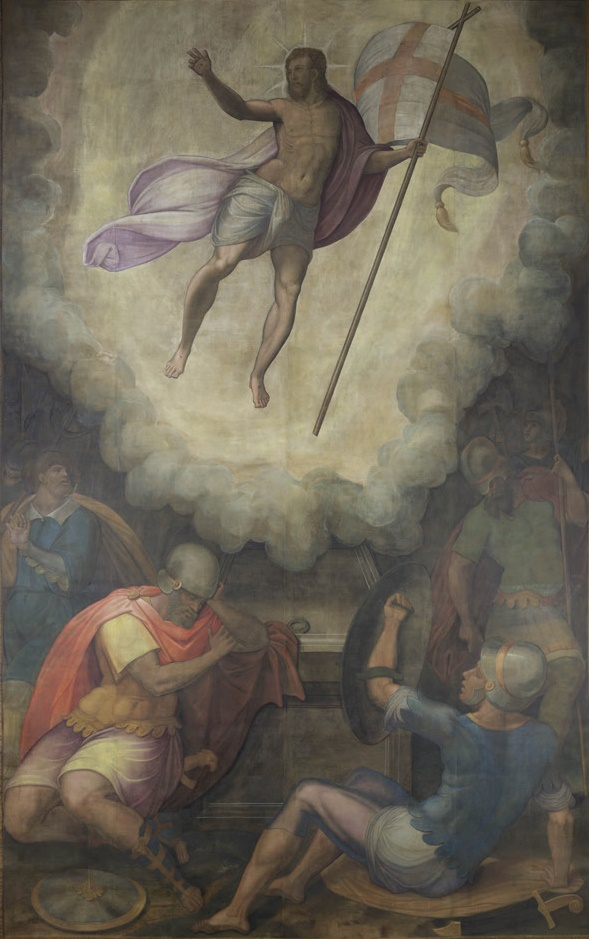
Resurrección. Puertas del órgano de la catedral de Santa Tecla de Tarragona.

Pietro Paolo de Montalbergo (doc. 1548-1588) fue un pintor italiano establecido en Barcelona.

## Biografía
Natural de Forneglio, localidad del obispado de Casale Monferrato en el Piamonte, su padre, por lo que declaró en su testamento, ejercía también el oficio de pintor.
Pietro Paolo de Montalbergo junto con Pietro Morone fue contratado en Roma el 16 de marzo de 1648 por el doctor Luis de Lucena para que conjuntamente se hiciesen cargo de las pinturas al fresco de la capilla que se había hecho construir en Guadalajara en 1540. El programa iconográfico de las pinturas de la bóveda, en el que se representan las historias bíblicas de Moisés y Salomón, como prefiguraciones de la venida de Cristo, con imágenes de profetas, sibilas (en número de doce) y virtudes, ha sido estudiado por Antonio Herrera Casado que, aun desconociendo la autoría, supo reconocer la intervención de dos artistas distintos en su ejecución.
El 25 de agosto de 1548 Morone y él se encontraban en Barcelona pero, en lugar de dirigirse a Guadalajara, firmaron con el caballero Beneto Pons un contrato para pintar y dorar en tres meses el retablo de la capilla de Santa Cecilia en la desaparecida iglesia de San Miguel de Barcelona. Pasado un año, en julio de 1549, contrató —ahora en solitario— la pintura de las puertas del órgano de la iglesia de los Santos Justo y Pastor de Barcelona y en el mes de diciembre, junto con Pere Burgès, el retablo mayor de la iglesia de San Feliu de Sabadell, perdido todo ello. Tras un vacío documental de cinco años reaparece en mayo de 1554 para contratar la pintura del retablo de San Vicente de Malla, comprometiéndose a hacerlo en el plazo de seis meses, en los que había de residir y trabajar durante ese tiempo en la propia Malla o en Vich. A este siguen los contratos para la pintura del retablo de San Juan Bautista en la iglesia de Santa María de Pineda y el mayor de la parroquial de Tagamanent, con alguna obra menor y nuevos vacíos documentales que podrían deberse a viajes hechos fuera de Cataluña.
De las obras documentadas solo las pinturas de las puertas del órgano de la catedral de Santa Tecla de Tarragona con sus cortinas se han conservado. Montalbergo las contrató junto con Pere Serafí el 9 de septiembre de 1563, aunque finalmente el trabajo recayó exclusivamente sobre él. Conforme a lo estipulado en el contrato los temas pintados en ellas son una Anunciación, cuando se presenta con las puertas cerradas, con el Nacimiento y la Resurrección en las caras interiores, todo ello de sabor romano y, presumiblemente, habiéndose servido de estampas en su concepción. A estas sargas, únicas obras seguras de su mano que se conocen, puede agregarse por razones estilísticas un pequeño retablo de la Resurrección conservado en el Museo Diocesano de Tarragona, procedente de la iglesia de Vallespinosa, formado por la tabla de la calle central con el motivo de la Resurrección y las pinturas de la predela con la Presentación en el Templo, la Piedad y San Juan Bautista, inspirados todos sus asuntos en grabados de Giulio Bonasone, Cornelis Cort y Annibale Carracci.
Montalbergo hizo compatible su trabajo como pintor con los negocios de importación y exportación sirviendo de enlace entre Cataluña e Italia, de donde importaba libros y estampas y a donde, según parece, enviaba básicamente vino, perlas y guadameciles. Más allá de Barcelona, su negocio se extendía a otros puntos de la península, según se desprende de un convenio de sociedad mercantil con el también italiano Francesco Testa por el que se comprometían a facilitar a Stefano Bogia, librero residente en Madrid, tres mil quinientas estampas de grabados hechos en Roma. Aunque no se desglosan, sí consta que 243 eran de Cornelis Cort y once representaban a san Lorenzo, además en el lote se incluían dos libros de arquitectura: un Vignola y el Libro appartenente a l'architettura nel qual si figurano alcune notabili antiquità di Roma de Antonio Labacco.
Falleció en Barcelona el 4 de marzo de 1588 en su casa y taller de la placeta de la Trinitat.